# Maravilha (Santa Catarina)
Maravilha es un municipio brasileño del estado de Santa Catarina. Tiene una población estimada al 2022 de 28 251 habitantes. Es el municipio sede de la región inmediata homónima y pertenece a la Región metropolitana del Extremo Oeste.

## Toponimia
Localidad conocida anteriormente como Cabeceira do Rio Iracema o Mancha dos Pinhais, el nombre Maravilha, del portugués para Maravilla, viene de la expresión de los primeros colonos al ver sus bosques de pinos, "¡Qué maravilla!", este nombre fue oficializado en 1949.

## Historia
Como parte de la colonización de los bosques de Santa Catarina, el primer hito de la proyectada ciudad de Maravilha se estableció en 1951 y fue poblada por inmigrantes italianos y alemanes de Río Grande del Sur. Se convirtió en distrito de Cunha Porã en 1956, y se emancipó como municipio el 27 de julio de 1958.

### Ciudad de los niños
El lema de la ciudad, Cidade das crianças (en portugués:Ciudad de los Niños) surgió en 1970 debido a la gran tasa de natalidad de la ciudad en esa época, donde sus calles estaban llenas de niños. El apodo fue oficializado el 15 de marzo de 2012.

## Galería

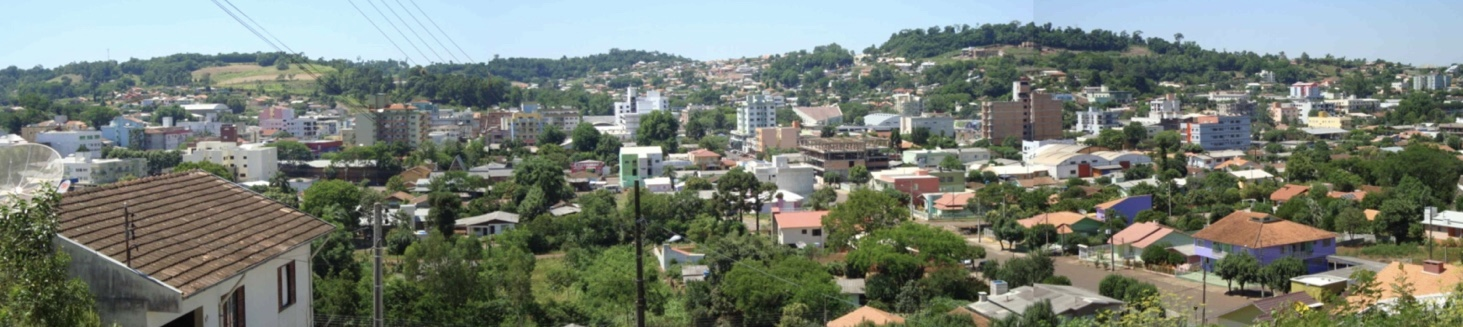
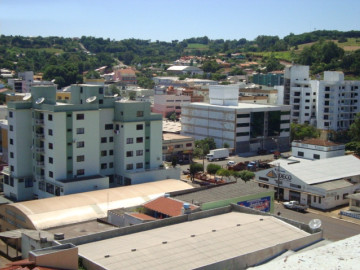
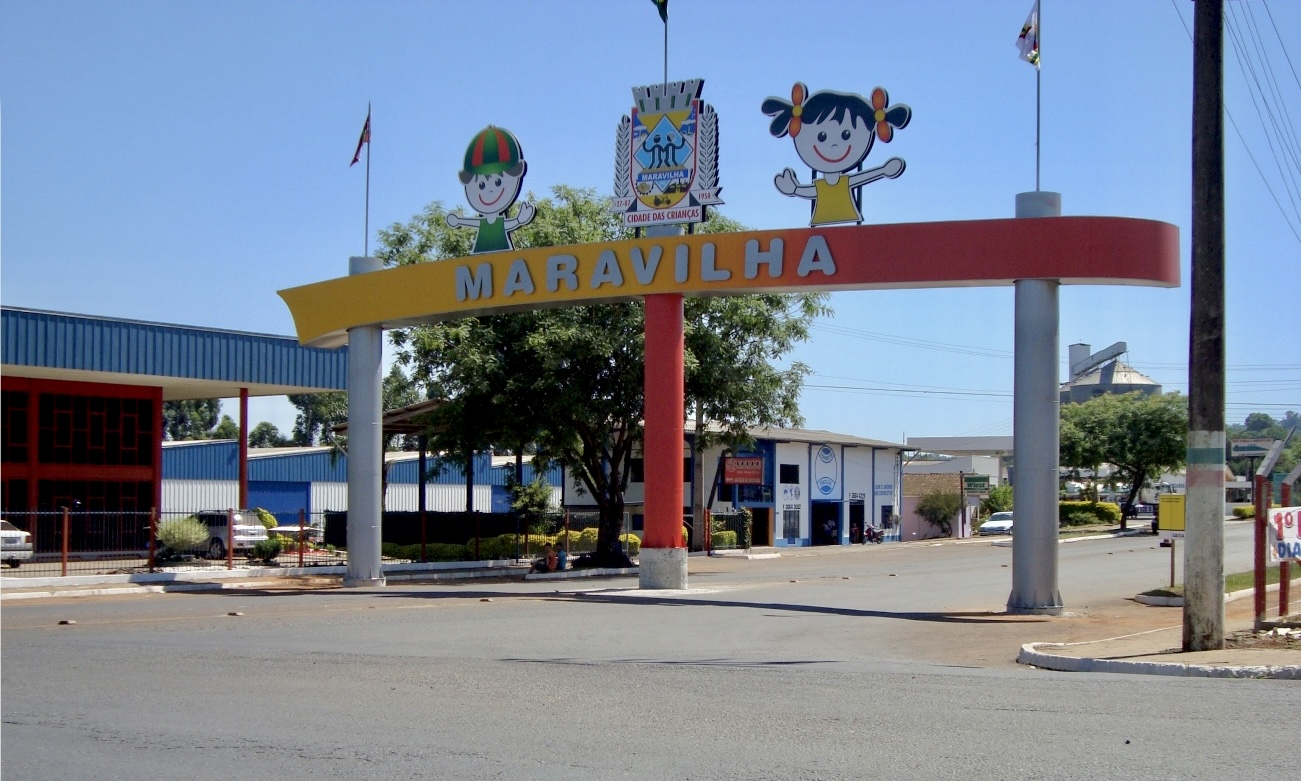